# 荒尾精

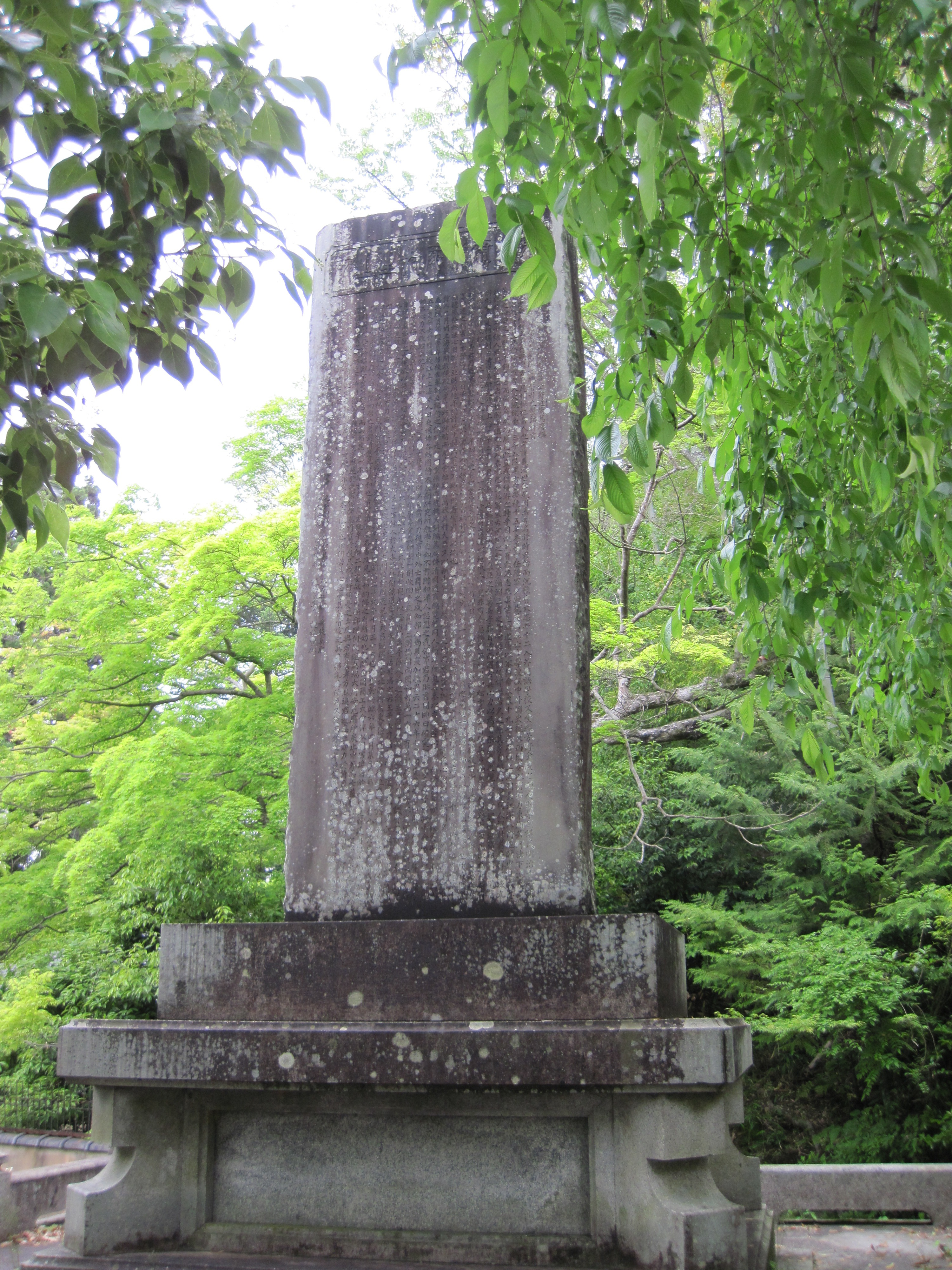
東方斎荒尾精先生の碑、京都市左京区熊野若王子神社前、寓居近くの地

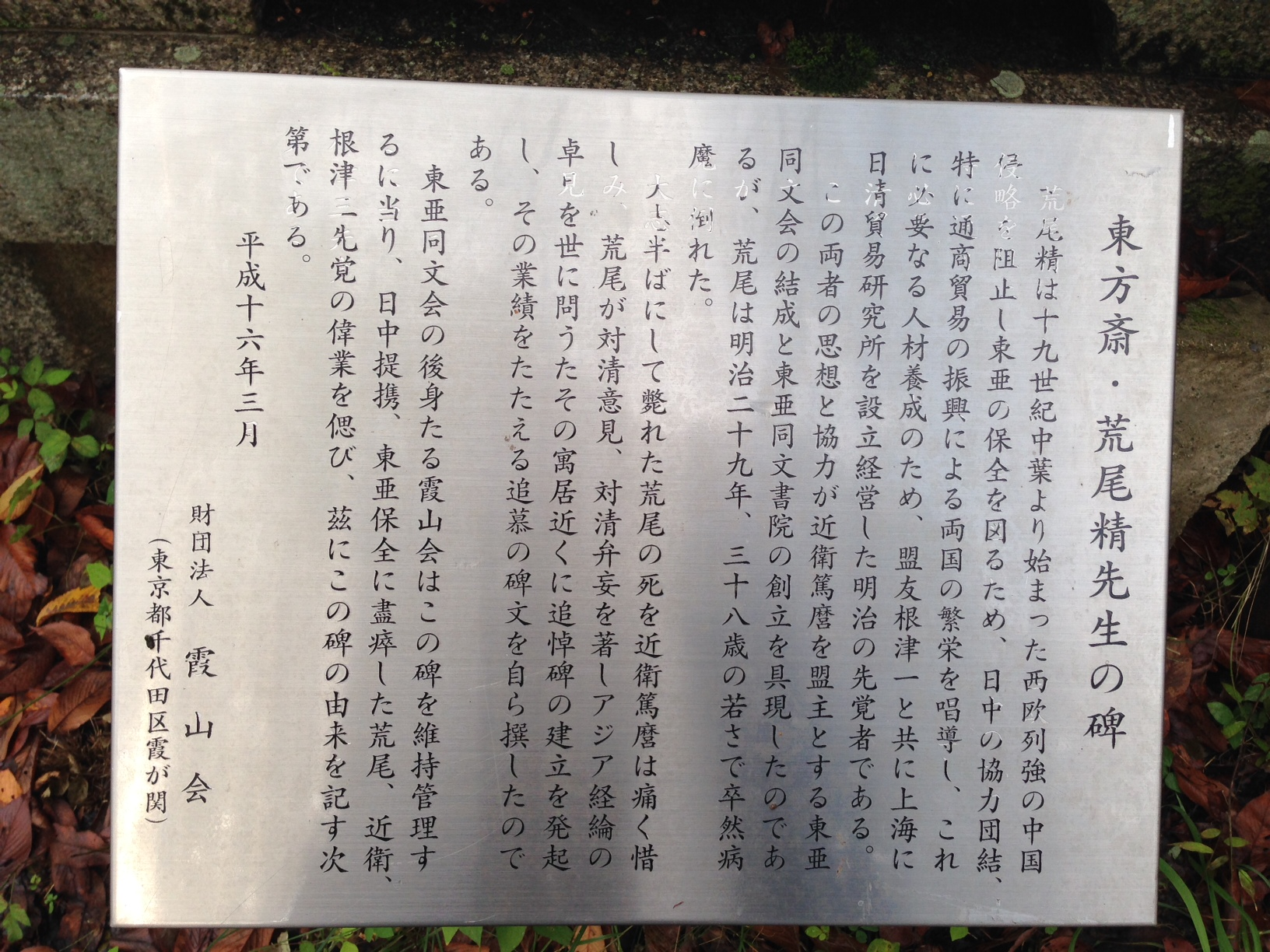
東方斎荒尾精先生の碑、説明文

荒尾 精（あらお せい、安政6年6月25日（1859年7月24日） - 1896年（明治29年）10月30日）は、日本の陸軍軍人、日清貿易研究所の設立者。日清戦争の最中、「対清意見」「対清弁妄」を著し、清国に対する領土割譲要求に反対した。日中提携によるアジア保全を唱えた明治の先覚者である。

## 経歴
尾張藩士・荒尾義済の長男として尾張国琵琶島に生まれる。幼名は一太郎、本名は義行、後に東方斎と号した。
1878年（明治11年）、陸軍教導団砲兵科に入学。さらに陸軍士官学校に入り、熊本歩兵連隊に赴任。1882年（明治15年）12月に同校（旧第5期）卒業後は、歩兵第13連隊付となる。1885年（明治18年）、陸軍参謀本部支那部付けになった。1886年（明治19年）、参謀本部の命を受け、情報収集のために中国（清）に赴任。岸田吟香の援助を受けて漢口楽善堂を運営、大陸調査活動の拠点とした。1889年（明治22年）、漢口楽善堂の活動を終え、帰国。2万6千余字からなる「復命書（報告書）」を参謀本部に提出した 。
1890年（明治23年）9月、上海に日清貿易研究所を設立し、日中貿易実務担当者の育成に着手。日清貿易研究所は彼の死後設立された東亜同文書院の前身となった。
1893年（明治26年）7月、予備役に編入となる。
1896年（明治29年）9月、台湾でペストにかかり死去。
1915年（大正4年）、従五位を追贈された。

## 頭山満の荒尾評
玄洋社の頭山満は荒尾の死後次のように語った。 

## 著作
- 『対清意見』近代デジタルライブラリー
- 『対清弁妄』日本は日清戦争後、清に対して領土や賠償金を要求してはならないと訴えた。